# Землетрясение в Массауа (1921)
Землетрясение в Массауа 1921 года — землетрясение вблизи города Массауа (современная Эритрея), которое произошло 14 августа 1921 года. Сила землетрясения оценивалась в 5,9 балла.
Был нанесён значительный ущерб порту Массауа и имелись человеческие жертвы.
Повторные толчки землетрясения ощущались в городах Асмэра и Дэкэмхаре.